# Almens
Almens (Reto-Romaans: Almen; Italiaans (verouderd): Lumino of Almenno) is een voormalige gemeente en is een plaats in het Zwitserse kanton Graubünden en maakt deel uit van het district Hinterrhein.
Almens telt 223 inwoners.

## Geschiedenis
In 2015 is de gemeente samen met de andere gemeenten Paspels, Pratval, Rodels en Tomils tot de nieuwe gemeente Domleschg.